# Улица Адмирала Макарова (Москва)
У́лица Адмира́ла Мака́рова (с 1964 года) — улица в Северном административном округе города Москвы на территории Войковского района. Расположена между станцией "Балтийская" МЦК на участке малого кольца МЖД, Ленинградским шоссе и Головинским шоссе. Пересекается с Выборгской улицей. Нумерация домов ведётся от Ленинградского шоссе.

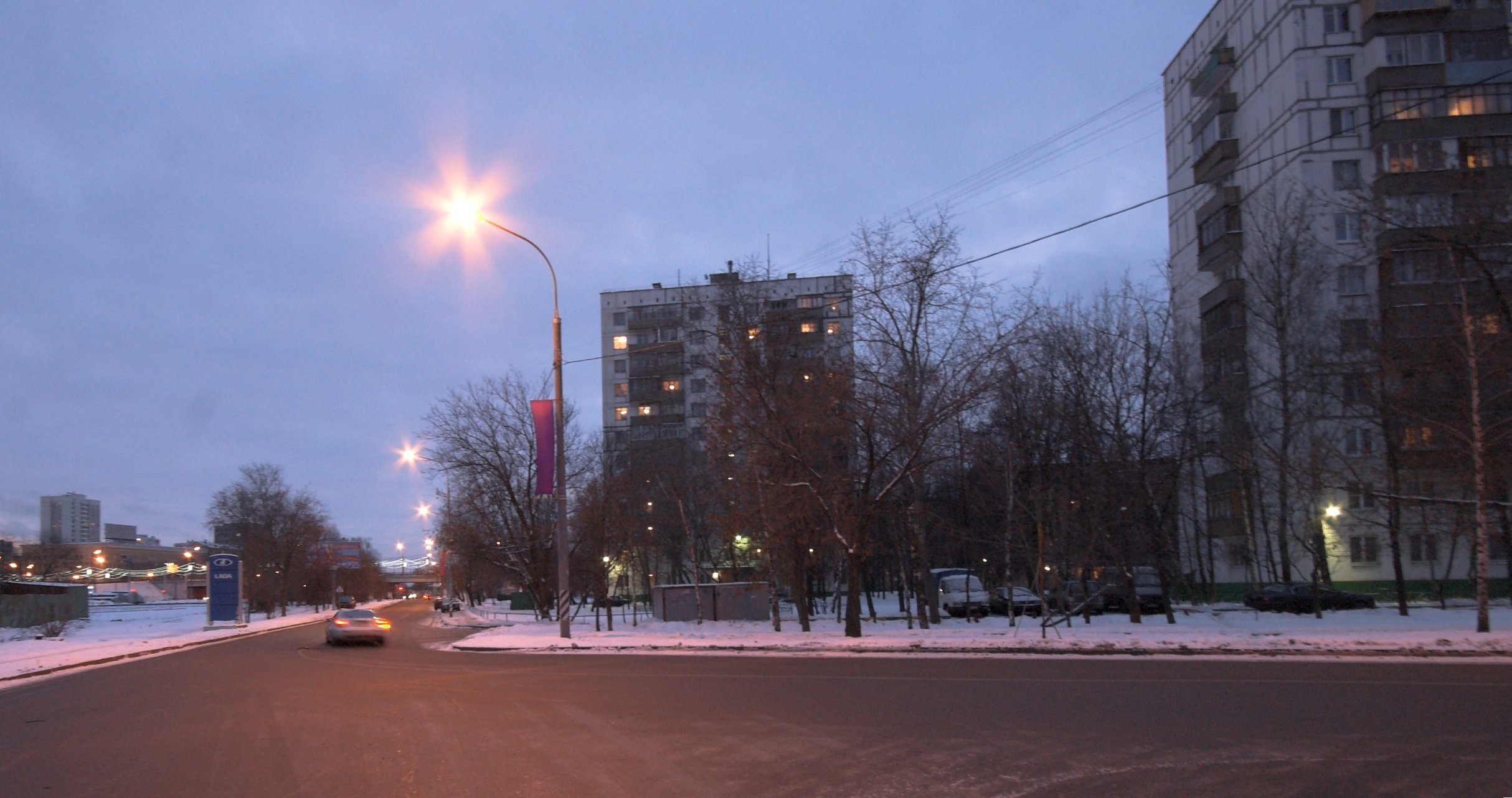
Начало улицы, фото до постройки МЦК

Большая часть улицы проходит параллельно Ленинградскому шоссе, с юго-востока на северо-запад. Однако начинается улица от моста Ленинградского шоссе через железную дорогу, и небольшой её участок до изгиба идёт вдоль железной дороги.

## Происхождение названия
Названа 18 апреля 1964 года в честь С. О. Макарова.

## История
Вся жилая часть улицы(нечетная сторона) застроена в 1959-1968 гг.  кирпичными и панельными домами

## Здания и сооружения

### По нечётной стороне
- дом 23 — Окружное Управление Внутренних Дел (ОВД САО)
- дом 29 — Российский государственный военный архив[3]

### По чётной стороне

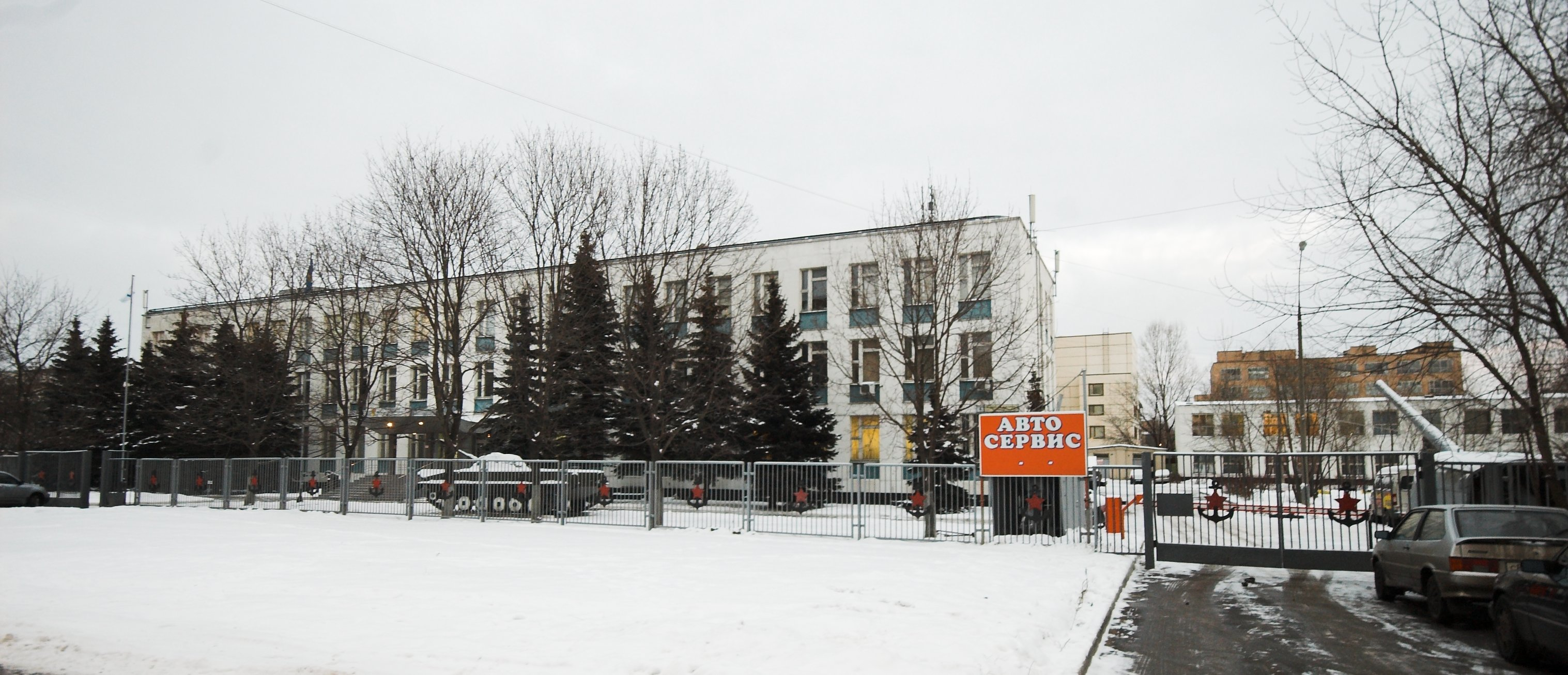
Школа ДОСААФ

- дом 2 — производственные склады, ранее здесь также находилась хлебопекарня.
- дом 4 — Московская объединённая морская и радиотехническая школа ДОСААФ.[4]
- дом 10 — НИИ эпидемиологии и микробиологии им. Габричевского[5]

### Памятники
У дома 23 находится памятник старшему сержанту Царёву Константину Спиридоновичу (1929—1963), погибшему при исполнении служебных обязанностей (в его честь также названа улица Константина Царёва в Москве).

## Транспорт
- У северного конца улицы находится южный выход метро «Водный Стадион». У этого выхода находится остановка автобуса-экспресса № 440, идущего в Солнечногорск, №350, идущего в посёлок Менделеево Солнечногорского района, и №437 до Клина.
- Автобус № 570 (некоторое время носил номер 70к).
- На южном окончании улицы - станция "Балтийская" МЦК.